# Reserva ecológica cabo de Santa María
La reserva ecológica de cabo Santa María es una reserva ecológica ubicada cerca del cabo de Santa María (Terranova) en la zona del cabo Shore, en la península de Avalon, en el suroeste de Terranova
Es el hogar de una de las colonias de aves marinas más grandes de Terranova. El gobierno de Terranova y Labrador estima que el lugar alberga a 24,000 alcatraces comunes, 20,000 gaviotas de patas negras, 20,000 araos comunes, y 2,000 araos de Brünnich, así como docenas o cientos de alcas tordas, y parejas de arao aliblanco. 
Las aguas oceánicas de la reserva también proporcionan hábitat de invierno para los patos arlequín, eideres comunes, negrones y patos de cola larga.
Además de numerosos pájaros, las ballenas jorobadas se pueden ver desde las alturas durante la migración anual del capelán.
El área protegida por la reserva también incluye la tundra subártica, una meseta casi sin árboles que bordea el océano.
Las instalaciones incluyen un centro de interpretación, estacionamiento y baños. Un sendero desde el centro conduce a un lugar de observación a unos cientos de metros de "Bird Rock", una gran columna marina con varios miles de alcatraces anidando.  También se pueden ver otros lugares de anidación desde la costa.  Cerca del centro de interpretación se encuentra también un faro. Como ocurre en muchas partes de Terranova, la niebla puede aparecer a cualquier hora del día. Se debe tener cuidado cerca de los bordes del acantilado.